# Sölvesborgs församling
Sölvesborgs församling är en församling i Blekinge kontrakt, Lunds stift och Sölvesborgs kommun. Församlingen utgör ett eget pastorat.
Församlingskyrkor är Sankt Nicolai kyrka och Gammalstorps kyrka.

## Administrativ historik
Församlingen har medeltida ursprung och har en historia sammanlänkad med Sölvesborgs stad. Nuvarande namn erhölls 1951, innan dess var namnet Sölvesborgs stadsförsamling, vilket namn den bar åtminstone efter delningen 1868.
Ur församlingen utbröts 17 mars 1868 Sölvesborgs landsförsamling, som 1951 införlivades igen. Sölvesborgs stadsförsamling bildade mellan 1868 och 1951 ett pastorat med landsförsamlingen och församlingen utgjorde ett eget pastorat före 1868 och från 1951. Församlingen införlivade 2014 den del av Gammalstorp-Ysane församling som tidigare utgjort Gammalstorps församling.

## Klockare och organister
| Ämbetstid | Namn                  | Levnadstid         | Övrigt    |
| --------- | --------------------- | ------------------ | --------- |
| 1703-1735 | Mårten Knutsson Panck |                    | Klockare  |
| 1736-1760 | Anders Baas           | 1696– (levde 1778) | Klockare  |
| 1768–1800 | Jöns Nilsson Bökman   | 1737–1806          | Klockare  |
| 1953–     | Einar August Ströwik  | 1902–              | Organist. |